# Girls Kissing Girls
Pour les articles homonymes, voir GKG.
 Pour plus de détails, voir Fiche technique et Distribution
Girls Kissing Girls ou GKG (Des filles qui embrassent des filles) est une série pornographique américaine de vidéofilms produite par les Studios Sweetheart et distribuée par Mile High. 
Sweetheart Video, la société de Nica Noelle et de Jonathan Blitt, ne produit que des films lesbiens et ne fait jouer que des vrais lesbiennes ou bisexuelles.
Le 1er épisode, Girls Kissing Girls: Young Lesbians in Love, est sorti aux États-Unis en 2008. 
Jusqu'à présent, 22 films de 4 scènes chacun ont été diffusés. 
Chaque scène démarre avec un couple de femmes qui s'échangent un baiser amoureux. Comme il s'ensuit des caresses de plus en plus passionnées, elles finissent par faire l'amour. 
Ces films font l'apologie du désir lesbien.
La série fait généralement appel à de jeunes actrices, mais certaines comme Veronica Avluv, Zoey Holloway ou India Summer, approchaient de la quarantaine lors du tournage.
Les actrices les plus récurrentes sont Samantha Ryan, Sinn Sage, Elexis Monroe, Dana DeArmond et Mia Presley. 
Dana Vespoli, l'une des scénaristes et réalisatrices, joue elle-même dans la version 12 en duo avec Aiden Ashley et avec Dani Daniels dans la version 16.
La série est régulièrement nommée ou gagnante de prix du cinéma pornographique pour la série entière ou pour une vidéo particulière.

## Liste des films

### Girls Kissing Girls de 1 à 10
- Girls Kissing Girls 1 (2008 - 158 min) : Young Lesbians in Love
  - Réalisation et scénario : Nica Noelle
  - Distribution :
    - scène 1 : Mia Presley et Samantha Ryan
    - scène 2 : Annabelle Lee et Elexis Monroe
    - scène 3 : Sinn Sage et Trinity Post
    - scène 4 : Elexis Monroe et Mz. Berlin

- Girls Kissing Girls 2 (2009 - 167 min) : Foreplay Loving Lesbians
  - Réalisation et scénario : Nica Noelle
  - Distribution :
    - scène 1 : Jessica Bangkok et Samantha Ryan
    - scène 2 : Michelle Lay et Trinity Post
    - scène 3 : Mia Lelani et Sinn Sage
    - scène 4 : Elexis Monroe et Puma Swede

- Girls Kissing Girls 3 (2009 - 133 min) : Make Up Make Out Sessions
  - Réalisation et scénario : Nica Noelle
  - Distribution :
    - scène 1 : Nikita Denise et Samantha Ryan
    - scène 2 : Darryl Hanah et Zoe Britton
    - scène 3 : Mina Meow et Nina Hartley
    - scène 4 : Michelle Lay et Puma Swede

- Girls Kissing Girls 4 (2010 - 129 min) :
  - Réalisation et scénario : Nica Noelle
  - Distribution :
    - scène 1 : Elexis Monroe et Sinn Sage
    - scène 2 : Kristina Rose et Mia Presley
    - scène 3 : Jessica Bangkok et Nicole Ray
    - scène 4 : Alyssa Reece et Samantha Ryan

- Girls Kissing Girls 5 (2010 - 125 min) :
  - Réalisation et scénario : Nica Noelle
  - Distribution :
    - scène 1 : Kasey Chase et Veronica Avluv
    - scène 2 : Madison Young et Nikki Brooks
    - scène 3 : Dia Zerva et Samantha Ryan
    - scène 4 : Lexi Belle et Sarah Blake

- Girls Kissing Girls 6 (2010 - 122 min) :
  - Réalisation et scénario : Nica Noelle
  - Distribution :
    - scène 1 : Allie Haze et Dia Zerva
    - scène 2 : Elexis Monroe et Zoey Holloway
    - scène 3 : Amber Chase et Avy Scott
    - scène 4 : Mia Presley et Sara Stone

- Girls Kissing Girls 7 (2011 - 175 min) :
  - Réalisation et scénario : Nica Noelle
  - Distribution :
    - scène 1 : Andy San Dimas et Dana DeArmond
    - scène 2 : Dylan Ryan et Samantha Ryan
    - scène 3 : Natasha Nice et Riley Ray
    - scène 4 : Alia Starr et Sarah Shevon

- Girls Kissing Girls 8 (2011 - 117 min) :
  - Réalisation et scénario : Nica Noelle
  - Distribution :
    - scène 1 : Katsuni et Natasha Nice
    - scène 2 : Kristina Rose et Andy San Dimas
    - scène 3 : Samantha Ryan et Zoe Voss
    - scène 4 : Charlie Laine et Raylene

- Girls Kissing Girls 9 (2012 - 139 min) :
  - Réalisation et scénario : Nica Noelle
  - Distribution :
    - scène 1 : Lily Carter et Lily LaBeau
    - scène 2 : Asa Akira et Skin Diamond
    - scène 3 : Bobbi Starr et Shyla Jennings
    - scène 4 : Charley Chase et Sinn Sage

- Girls Kissing Girls 10 (2012 - 153 min) :
  - Réalisation et scénario : James Avalon
  - Distribution :
    - scène 1 : Veronica Avluv et Zoey Holloway
    - scène 2 : Dana DeArmond et Victoria Rae Black
    - scène 3 : Chastity Lynn et Katie St. Ives
    - scène 4 : Celeste Star et Hayden Winters

### Girls Kissing Girls de 11 à 20
- Girls Kissing Girls 11 (2012 - 161 min) :
  - Réalisation et scénario : Dana Vespoli
  - Distribution :
    - scène 1 : Janessa Jordan et Lily LaBeau
    - scène 2 : Samantha Ryan et Skin Diamond
    - scène 3 : Chastity Lynn et Sandy
    - scène 4 : Gracie Glam et Sinn Sage

- Girls Kissing Girls 12 (2013 - 138 min) :
  - Réalisation et scénario : Dana Vespoli
  - Distribution :
    - scène 1 : Aiden Ashley et Dana Vespoli
    - scène 2 : Anikka Albrite et Celeste Star
    - scène 3 : Jessie Andrews et Ryan Keely
    - scène 4 : Alyssa Reece et Sovereign Syre

- Girls Kissing Girls 13 (réalisé le 9 & 10 avril 2013, distribué le 10 novembre 2013 - 90 min) :
  - Réalisation et scénario : Dana Vespoli
  - Distribution :
    - scène 1 : Elle Alexandra et Veruca James
    - scène 2 : Allie Haze et Dani Daniels
    - scène 3 : India Summer et Justine Joli
    - scène 4 : Dana DeArmond et Lola Foxx

- Girls Kissing Girls 14 (2014 - 145 min) :
  - Réalisation et scénario : Dana Vespoli
  - Distribution :
    - scène 1 : Casey Calvert et Lily Love
    - scène 2 : Alina Li et Lia Lor
    - scène 3 : Raven Rockette et Sinn Sage
    - scène 4 : Claire Robbins et Vicki Chase

- Girls Kissing Girls 15 (2014 - 90 min) :
  - Réalisation et scénario : Melissa Monet
  - Distribution :
    - scène 1 : Anastasia Morna et Misty Stone
    - scène 2 : A.J. Applegate et Ryan Ryans
    - scène 3 : August Ames et Dana DeArmond
    - scène 4 : Justine Joli et Sinn Sage

- Girls Kissing Girls 16 (2014 - 127 min) :
  - Réalisation et scénario : Dana Vespoli
  - Distribution :
    - scène 1 : August Ames et Penny Pax
    - scène 2 : India Summer et Sovereign Syre
    - scène 3 : Ashlyn Molloy et Cherie DeVille
    - scène 4 : Dana Vespoli et Dani Daniels

- Girls Kissing Girls 17 (2015 - 130 min) :
  - Réalisation et scénario : Dana Vespoli
  - Distribution :
    - scène 1 : A.J. Applegate, Kenna James et Aidra Fox
    - scène 2 : Samantha Rone et Aria Alexander
    - scène 3 : Mia Malkova et Karlie Montana
    - scène 4 : Carter Cruise et Jelena Jensen

- Girls Kissing Girls 18 (2015 - 126 min) :
  - Réalisation et scénario : Dana Vespoli
  - Distribution :
    - scène 1 : Jenna Sativa et Alice March
    - scène 2 : Sara Luvv et Valentina Nappi
    - scène 3 : Justine Joli et Lily Cade
    - scène 4 : Sinn Sage et Cleo Vixen

- Girls Kissing Girls 19 (2016 - 126 min) :
  - Réalisation et scénario : Dana Vespoli
  - Distribution :
    - scène 1 : Karlie Montana et Sandy Fantasy
    - scène 2 : Vanessa Veracruz et Elexis Monroe
    - scène 3 : Marley Brinx et Chanel Preston
    - scène 4 : Kira Noir et Melissa Moore

- Girls Kissing Girls 20 (2017 - 1 h 58) :
  - Réalisation et scénario : Dana Vespoli
  - Distribution :
    - scène 1 : Sovereign Syre et Lea Lexis
    - scène 2 : Casey Calvert et Cherie DeVille
    - scène 3 : Bobbi Dylan et Cassidy Klein
    - scène 4 : Dana Vespoli et Chanel Preston

### Girls Kissing Girls de 21 à 23
- Girls Kissing Girls 21 (2017 - 1 h 49) :
  - Réalisation et scénario : Dana Vespoli
  - Distribution :
    - scène 1 : Gia Paige et Stella Cox
    - scène 2 : Dana Vespoli et Keisha Grey
    - scène 3 : Elsa Jean et Brandi Love
    - scène 4 : Chloe Cherry et Honey Gold

- Girls Kissing Girls 22 (2018 - 1 h 58) :
  - Réalisation et scénario : Dana Vespoli
  - Distribution :
    - scène 1 : Alexis Fawx et Kristen Scott
    - scène 2 : Katrina Jade et Darcie Dolce
    - scène 3 : Riley Nixon et Ivy Jones
    - scène 4 : Elena Koshka et April O'Neil

- Girls Kissing Girls 23 (2019 - ? h ?) :
  - Réalisation et scénario : Ricky Greenwood
  - Distribution :
    - scène 1 : Reagan Foxx et Alex De La Flor
    - scène 2 : Samantha Hayes et Veronica Kirei
    - scène 3 : Chanel Preston et Honey Gold
    - scène 4 : Brandi Love et India Summer

## Récompenses et nominations
- 2010 AVN Award nominee – Best All-Girl Release – Girls Kissing Girls[1]
- 2012 AVN Award nominee – Best Girl/Girl Sex Scene – Samantha Ryan et Zoe Voss - Girls Kissing Girls 8[2]
- 2012 AVN Award nominee – Best All-Girl Series – Girls Kissing Girls[3]
- 2013 XBIZ Award nominee – All-Girl Release of the Year – Girls Kissing Girls[4]
- 2014 AVN Award nominee – Best All-Girl Series – Girls Kissing Girls[5]
- 2015 AVN Award winner – Best All-Girl Series – Girls Kissing Girls[6]

## Anecdotes
La série ne doit pas être confondue avec le film Girls With Girls réalisé par Abbywinters.
The Art of Kissing est une trilogie américaine qui est également basée sur l'art de s'embrasser entre filles.